# 코라블-스푸트니크 1호

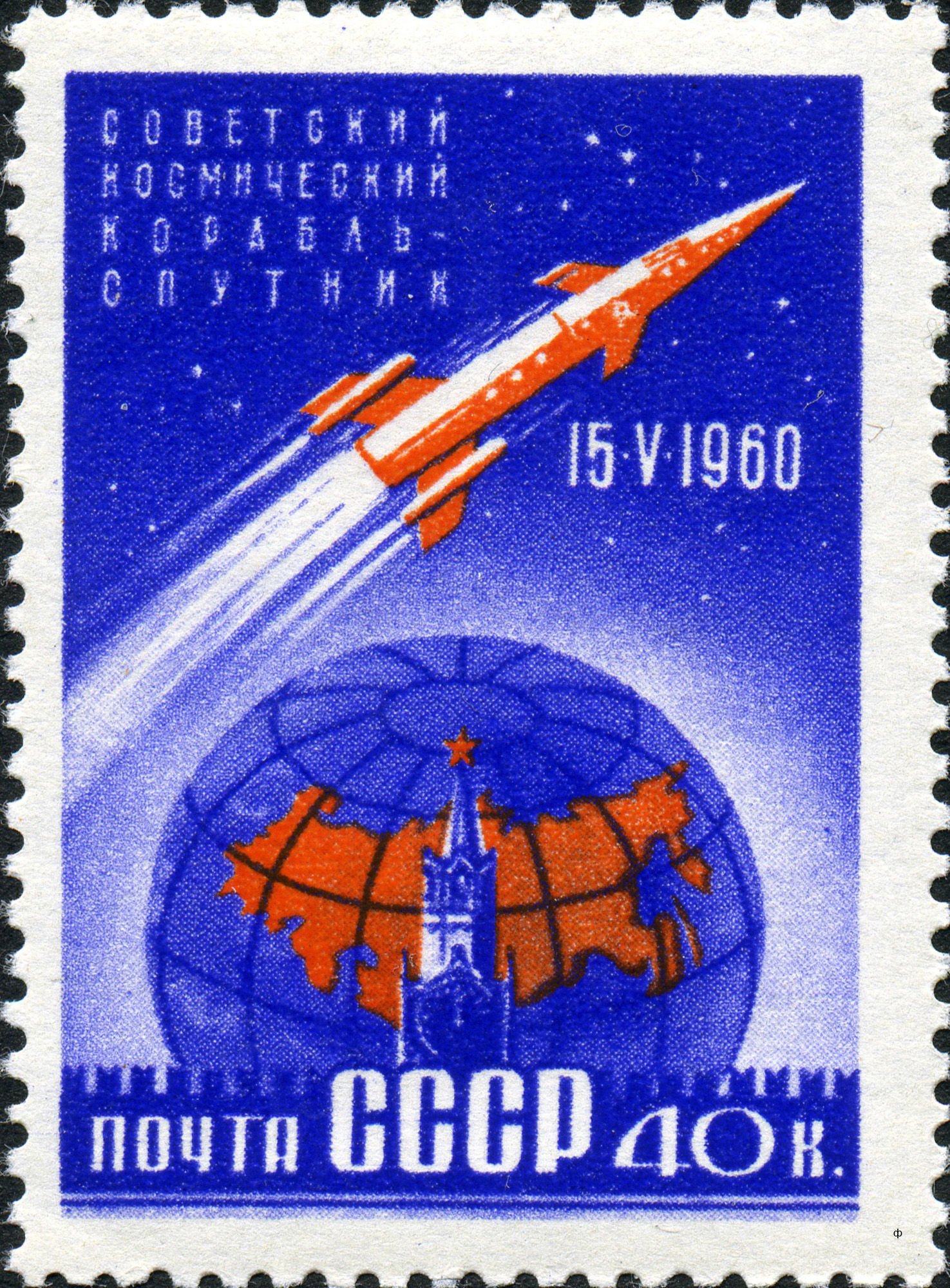
코라블-스푸트니크 1호 기념 우표

코라블-스푸트니크 1호(Корабль Спутник 1)는 소련의 보스토크 계획 하에 처음으로 발사된 시험 비행체로 스푸트니크 계획과는 무관하지만 당시 소련의 우주 개발에 대한 정보 접근이 제한됐었던 서방 측에서는 해당 비행체를 스푸트니크 4호로 명명했다. 코라블-스푸트니크 1호는 1960년 3월 15일에 발사됐는데, 비록 무인 비행체지만 첫 우주인을 배출한 보스토크 1호에 대한 선구적인 역할을 했다. 총 무게는 4,540kg이고 그 중 1,477kg는 기기 장치였다. 비행체 중 일부는 미국 위스콘신주 매니토웍군 매니토웍에 낙하했다.